# Gerri Santoro
Geraldine « Gerri » Santoro, née Twerdy, née le  16 août 1935 et morte le 8 juin 1964 dans le Connecticut, est une femme américaine décédée des suites d'un avortement à risque en 1964. Une photographie policière de son cadavre sur la scène de crime, publiée en 1973, est par la suite, devenue un symbole du mouvement pour le droit à l'avortement aux États-Unis.

## Biographie
Gerri Santoro est élevée, avec 14 frères et sœurs, dans la ferme d'une famille ukraino-américaine à Coventry (Connecticut), . Elle est décrite par ceux qui la connaissaient comme « enjouée » et « libre d'esprit ». À 18 ans, elle épouse Sam Santoro; le couple a deux filles.

### Circonstances du décès
En 1963, la violence domestique de son mari incite Gerri Santoro à partir. Elle retourne avec ses filles dans la maison de son enfance et trouve un emploi à la Mansfield State Training School, où elle rencontre un autre employé, Clyde Dixon. Les deux ont une liaison extraconjugale ; Gerri tombe enceinte.
Lorsque Sam Santoro annonce qu'il vient de Californie pour rendre visite à ses filles, Gerri craint pour sa vie. Le 8 juin 1964, soit vingt-huit semaines après le début de sa grossesse, elle et Clyde Dixon s'enregistrent au Norwich Motel à Norwich (Connecticut), sous des pseudonymes. Ils ont l'intention de pratiquer un avortement volontaire, en utilisant des instruments chirurgicaux et des informations tirées d'un manuel que Clyde Dixon a obtenu de Milton Ray Morgan, un enseignant à la Mansfield State Training School. Clyde Dixon fuit le motel quand Gerry commence à saigner. Elle décède et son corps est retrouvé le lendemain matin par une femme de chambre.
Clyde Dixon et Milton Ray Morgan sont arrêtés trois jours plus tard. Dixon est accusé d'homicide involontaire coupable et Morgan est accusé de complot en vue de commettre un avortement illégal. Dixon est condamné à un an et un jour de prison,.

### Photographie
La police prend une photo du corps de Santoro lorsqu'elle est retrouvée, nue, agenouillée, effondrée sur le sol, avec une serviette ensanglantée entre les jambes. L'image est utilisée sur des pancartes et publiée dans Ms. en avril 1973, le tout sans identifier Gerri Santoro,. La photo devient un symbole du droit à l'avortement, utilisée pour illustrer que l'accès à un avortement légal et professionnel réduit les décès dus à un avortement à risque.
Leona Gordon, la sœur de Gerri, voit la photo dans le magazine Ms. et reconnait sa sœur,. Les filles de Gerri pensaient que leur mère était décédée dans un accident de la route, jusqu'à ce que la photo soit largement diffusée. À propos de la publication de la photo, la fille de Gerri, Joannie Santoro-Griffin, est citée en 1995 disant : « Comment osent-ils afficher cela ? Comment osent-ils prendre ma belle maman et mettre ça devant les yeux du public ? ». Ensuite Joannie est devenue une militante des droits à l'avortement, participant à la March for Women's Lives en 2004 avec sa fille adolescente Tara et la sœur de Gerri, Leona, tenant un blog à la mémoire de sa mère.
En 1995, Jane Gillooly, une cinéaste indépendante de Boston, interviewe Leona Gordon, les filles de Santoro et d'autres pour un documentaire sur la vie de Gerri Santoro, Leona's Sister Gerri,. Le film est initialement diffusé dans la série POV sur PBS le 1er juin 1995. Il est ensuite projeté dans plusieurs festivals de cinéma, aux États-Unis le 2 novembre 1995. Dans le documentaire, Leona déclare qu'elle a d'abord été choquée par la publication de la photographie, mais que « au fil des années ... [elle] a pensé que c'était bien qu'elle soit diffusée»,.